# Борго (коммуна)
Борго (фр. Borgo, корс. U Borgu) — коммуна во Франции, находится в регионе Корсика. Департамент коммуны — Верхняя Корсика. Административный центр кантона Борго. Округ коммуны — Бастия.
Код INSEE коммуны — 2B042.

## Население
Население коммуны на 2008 год составляло 7456 человек.
| 1962 | 1968 | 1975 | 1982 | 1990 | 1999 | 2008 |
| ---- | ---- | ---- | ---- | ---- | ---- | ---- |
| 726  | 1600 | 2650 | 3413 | 3773 | 5002 | 7542 |

## Экономика
В 2007 году среди 4836 человек в трудоспособном возрасте (15—64 лет) 3184 были экономически активными, 1652 — неактивными (показатель активности — 65,8 %, в 1999 году было 61,7 %). Из 3184 активных работали 2845 человек (1691 человек и 1154 женщины), безработных было 339 (118 мужчин и 221 женщина). Среди 1652 неактивных 438 человек были учащимися или студентами, 263 — пенсионерами, 951 были неактивными по другим причинам.

## Фотогалерея

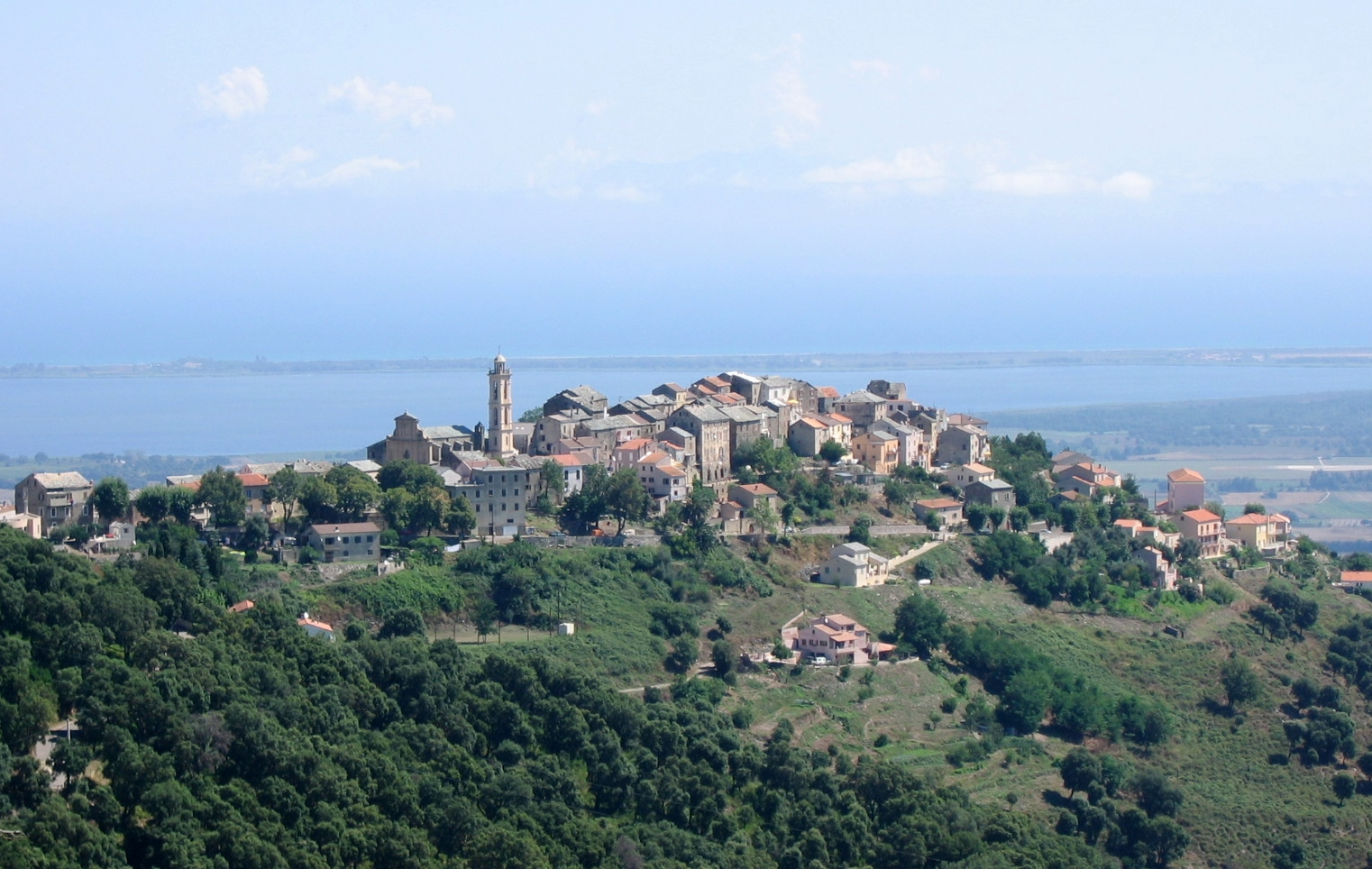
Борго
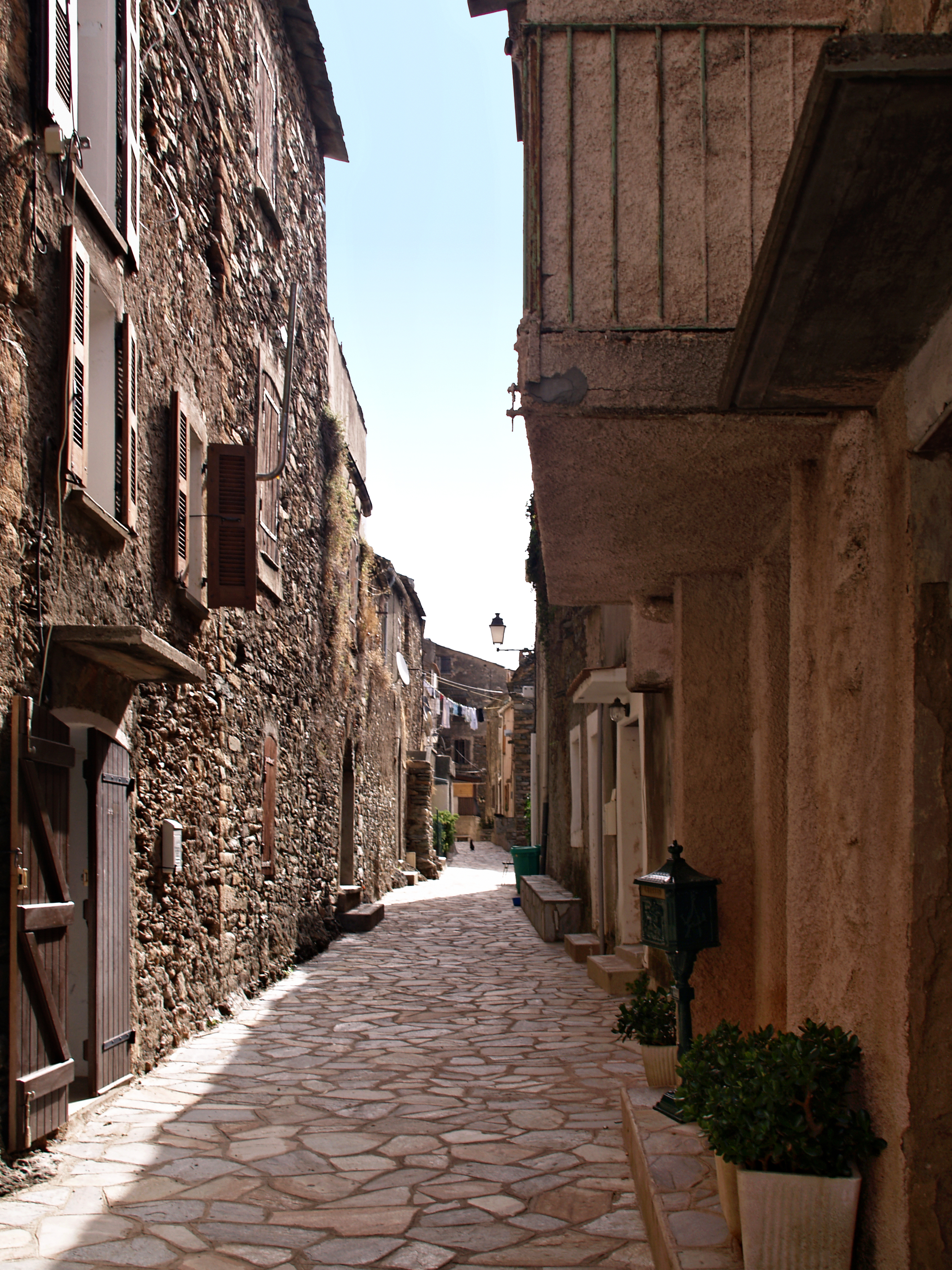
Улица в Борго
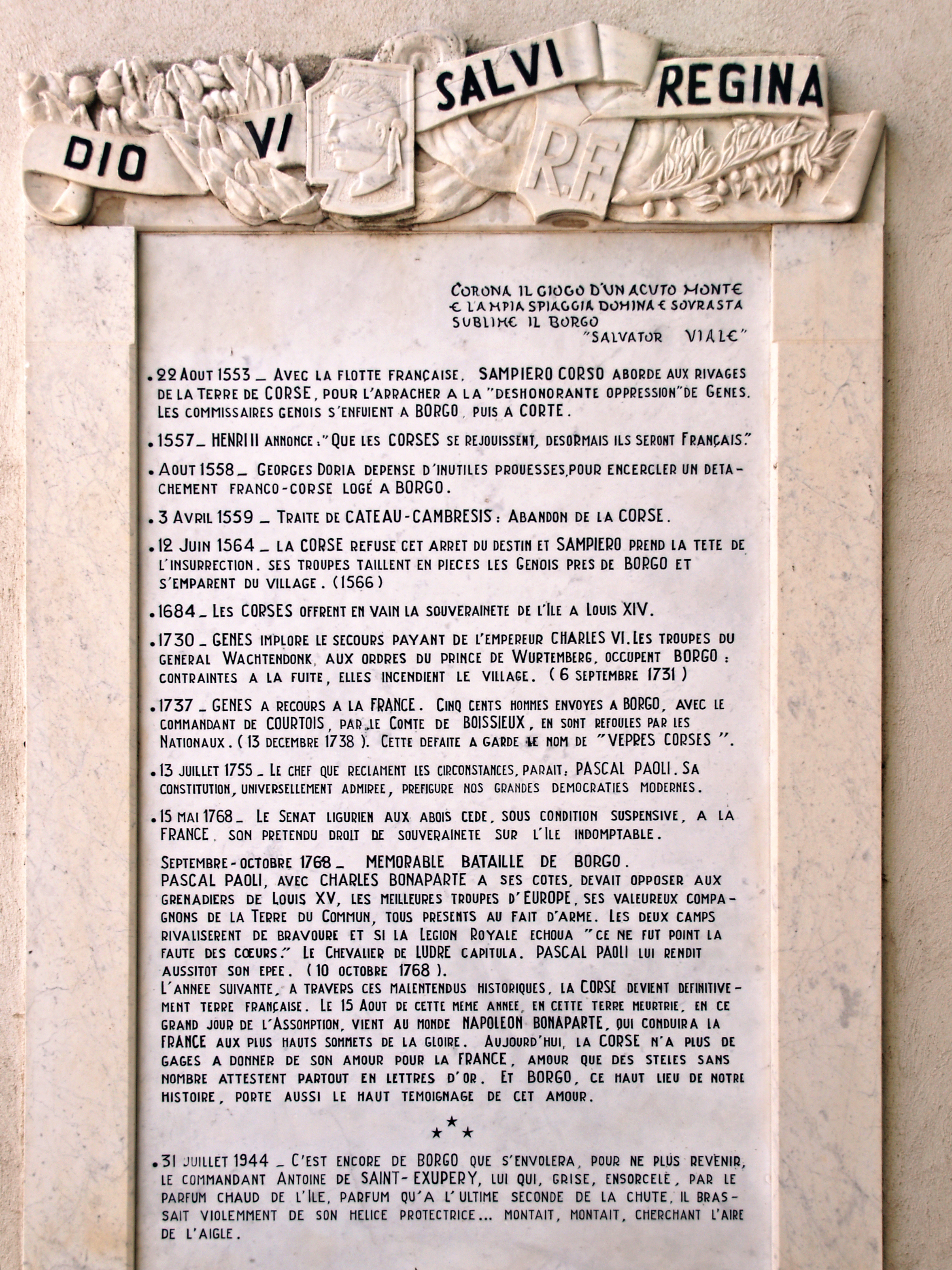
Табличка с историей Борго на центральной площади